# Sharpes (Florida)
Sharpes ist ein census-designated place (CDP)  im Brevard County im US-Bundesstaat Florida. Das U.S. Census Bureau hat bei der Volkszählung 2020 eine Einwohnerzahl von 3.115 ermittelt.

## Geographie
Sharpes liegt am Indian River nahe der Ostküste Floridas und grenzt im Süden an die Stadt Cocoa. Der CDP liegt rund 10 Kilometer südlich von Titusville sowie etwa 60 Kilometer östlich von Orlando. Er wird vom U.S. Highway 1 (SR 5) durchquert.

## Demographische Daten
Laut der Volkszählung 2010 verteilten sich die damaligen 3411 Einwohner auf 1728 Haushalte. Die Bevölkerungsdichte lag bei 443 Einw./km². 91,9 % der Bevölkerung bezeichneten sich als Weiße, 3,4 % als Afroamerikaner, 0,9 % als Indianer und 0,6 % als Asian Americans. 1,0 % gaben die Angehörigkeit zu einer anderen Ethnie und 2,3 % zu mehreren Ethnien an. 3,1 % der Bevölkerung bestand aus Hispanics oder Latinos.
Im Jahr 2010 lebten in 23,9 % aller Haushalte Kinder unter 18 Jahren sowie 34,3 % aller Haushalte Personen mit mindestens 65 Jahren. 61,4 % der Haushalte waren Familienhaushalte (bestehend aus verheirateten Paaren mit oder ohne Nachkommen bzw. einem Elternteil mit Nachkomme). Die durchschnittliche Größe eines Haushalts lag bei 2,32 Personen und die durchschnittliche Familiengröße bei 2,81 Personen.
21,2 % der Bevölkerung waren jünger als 20 Jahre, 18,9 % waren 20 bis 39 Jahre alt, 33,2 % waren 40 bis 59 Jahre alt und 26,6 % waren mindestens 60 Jahre alt. Das mittlere Alter betrug 47 Jahre. 51,6 % der Bevölkerung waren männlich und 48,4 % weiblich.
Das durchschnittliche Jahreseinkommen lag bei 34.418 $, dabei lebten 10,1 % der Bevölkerung unter der Armutsgrenze.
Im Jahr 2000 war Englisch die Muttersprache von 97,04 % der Bevölkerung, spanisch sprachen 2,18 % und 0,78 % sprachen deutsch.